# نشان عقاب
نشان عقاب (انگلیسی: The Wings of Eagles) فیلمی در ژانر اکشن و جنگی به کارگردانی جان فورد است که در سال ۱۹۵۷ منتشر شد. این فیلم، بر پایهٔ داستان واقعی زندگیِ «فرانک وید» و تاریخچهٔ شکل‌گیری یگان هوایی نیروی دریایی ایالات متحده آمریکا از آغاز تا جنگ جهانی دوم، ساخته شده است.

## بازیگران
- جان وین
- دن دیلی
- مورین اوهارا
- وارد باند
- کن کرتیس
- کنت توبی
- ادموند لو
- زیگ رومان
- جیمز تاد
- هنری اونیل
- بری کلی
- ویلیس بوشی
- دورتی جوردون
- چارلز تروبریج (غیررسمی)
- بلو واشینگتن (غیررسمی)
- فرد گراهام